# 마츠시마 미노리
마츠시마 미노리(일본어: 松島 みのり, 1940년 12월 1일~2022년 4월 8일)는 일본의 성우, 여배우, 내레이터이다. 지바현 후나바시시 출신으로, 아오니 프로덕션 소속이다.

## 출연 작품
- 근육맨 - 알렉산드리아 미트,은의 마스크,아수라맨의 어머니,키리카,릴리 공주
- 금붕어 주의보 - 교피
- 공포전설 괴기! 프랑켄슈타인 - 엘리자베스
- 괴물군 - 이치카와 히로시
- 날아라 호빵맨 - 우산귀신,구루구루 포야
- 내 청춘의 아르카디아 무한궤도 SSX - 프레이야
- 도라에몽 극장판 진구의 도라비안 나이트(노비타의 도라비안나이트) - 미쿠진
- 도로로 - 도로로
- 들장미 소녀 캔디 - 캔디스 화이트 아드레이
- 란마 1/2 - 카미나리몬 테마리
- 마법소녀 라라벨 - 마츠미야 토시코
- 마징가Z - 유미 사야카
- 메종일각 - 쿄코의 어머니
- 무민 - 돌고래의 라푸
- 무적초인 점보트3 - 치코
- 베르사이유의 장미 - 니콜 드 올리비아
- 벰벰헌터 코텐코 텐마루 - 쿠로
- 사이보그 009 - 나탈리,카트리나
- 신 메이플 타운 이야기 팜 타운 편 - 달리아 코카
- 신비한 마법 판판 파마시 - 후키코 아주머니
- 신비한 메르모 - 와타리 토토
- 안녕! 스팡크 - 세리노
- 울트라맨 키즈 엄마 찾아 3000만 광년 - 개츠비 엄마
- 은하영웅전설 - 코넬리아 윈저
- 은하철도 999 - 라라,앨리스,밀,미에코,사리
- 유리가면 (1984) - 히메가와 아유미
- 원피스 - 츠루
- 짱구는 못말려 전격! 돼지발굽 대작전 - 마마
- 초력전대 오레인저 - 황비 히스테리아
- 캇타군 이야기 - 쇼오의 부모님
- 키테레츠 대백과
- 투장 라면맨 - 슈마이
- 해치의 모험 - 아리타, 카마스케